# Guerra Civil de Guatemala
La Guerra Civil de Guatemala va durar 36 anys, des de 1960 fins a 1996, i va ser la guerra més llarga del continent americà.
Hi va haver uns 200.000 morts i entre 40.000 a 50.000 persones desaparegudes. Amb un intent de genocidi de la població indígena de Guatemala per part dels descendents d'europeus.

## Causes
Els antecedents de la guerra civil van ser una protesta de camperols contra el govern de Guatemala que, en aquell moment, era una dictadura militar de dretes.
El govern dels Estats Units, per evitar un tomb cap a l'esquerra, a través de la CIA va endegar l'operació PBSUCCESS (1953–54) propiciant que el coronel Carlos Castillo Armas fes un cop d'estat. Aquest nou president prohibí els sindicats i els partits d'esquerres amb l'efecte que l'oposició d'esquerra es radicalitzés.
A aquest cop d'estat en van seguir altres i la discriminació i el racisme contra els maies i altres ètnies que, malgrat ser la majoria de la població no posseïen la terra. Poc després de la revolució cubana un grup de militars guatemaltencs d'esquerres es varen revoltar contra el govern i van mantenir contactes amb el govern comunista cubà

## Desenvolupament
El 31 de gener de 1980 un grup d'indígenes guatemaltencs ocuparen l'ambaixada espanyola, l'edifici va ser cremat i hi moriren 36 persones, entre elles el pare de l'aleshores desconeguda Rigoberta Menchú.
José Efraín Ríos Montt un general de l'exèrcit, va encapçalar el 23 de març de 1982 un cop d'estat contra el president electe Ángel Aníbal Guevara i Ríos assumí el poder de forma dictatorial. Durant els 16 mesos que va governar les seves "Patrulles d'Autodefensa Civil" (PAC), que en realitat eren grups paramilitars, lluitaren contra tot tipus d'opositors i van fer impossible la democràcia. Un altre cop d'estat, el del ministre de Defensa Oscar H. Mejía Víctores, el va derrocar.
En aquell moment entrà en acció la posteriorment premi Nobel de la Pau Rigoberta Menchú amb el seu llibre de 1983 “Em dic Rigoberta Menchú i així em va néixer la consciència”.
El 1986 el civil Vinicio Cerezo arribà a la presidència del país ja dotat d'una nova constitució i amb mesures democràtiques i de garanties pels drets humans. Però la violència va seguir encara 10 anys més.
El president Álvaro Arzú Irigoyen va ser qui, el 1996, va signar amb el guerriller Rolando Morán les negociacions de la pau definitiva. Amb aquest acord el braç polític de la guerilla va passar a ser un partit polític legal.